# Edmond Haraucourt

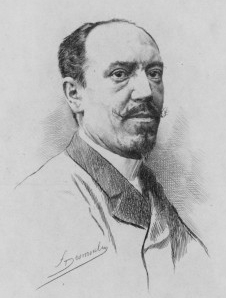
Edmond Haraucourt

Edmond Haraucourt (* 18. Oktober 1856 in Bourmont; † 17. November 1941 in Paris) war ein
französischer Schriftsteller.
Der Sohn eines Finanzbeamten arbeitete von 1894 bis 1903 als Konservator am Musée du Trocadero, danach bis 1925 am Musée de Cluny. Von 1920 bis 1922 war er Präsident der Société des gens de lettres.
Als Schriftsteller trat er 1882 mit La Légende des sexes, poèmes hystériques et profanes hervor, die unter dem Pseudonym Sire de Chambley erschien. Zur Bezeichnung des darin enthaltenen Sonnet pointu („Punktiertes Sonett“) verwendete er erstmals den Begriff Calligramme, der später von Apollinaire aufgegriffen wurde. Er verfasste Romane, Theaterstücke und Gedichte. Haraucourt war Mitglied des Literaturclubs Les Hydropathes und Mitarbeiter der Literaturzeitschrift La Jeune France.
Seinen Besitz auf der Île de Bréhat hinterließ Haraucourt der Cité Internationale Universitaire de Paris. Er ist auf dem Pariser Friedhof Père-Lachaise begraben.
| Personendaten    | Personendaten                |
| ---------------- | ---------------------------- |
| NAME             | Haraucourt, Edmond           |
| ALTERNATIVNAMEN  | Sire de Chambley             |
| KURZBESCHREIBUNG | französischer Schriftsteller |
| GEBURTSDATUM     | 18. Oktober 1856             |
| GEBURTSORT       | Bourmont                     |
| STERBEDATUM      | 17. November 1941            |
| STERBEORT        | Paris                        |